# Dale Begg-Smith
Dale Begg-Smith, né le 18 janvier 1985 à Vancouver au Canada, est un skieur acrobatique australien spécialisé dans les bosses. 

## Biographie
Il remporte l'épreuve masculine des bosses aux Jeux olympiques d'hiver de 2006 à Turin. Quatre ans plus tard aux Jeux de Vancouver, il termine au second rang (synonyme de médaille d'argent) de cette même épreuve. Il est aussi champion du monde de bosses en parallèle en 2007 et quadruple vainqueur de la Coupe du monde de ski de bosses, un record qu'il partage avec Edgar Grospiron.
Né avec une double nationalité (canadienne et australienne), il quitte l'équipe canadienne de ski de bosses pour des questions de temps de pratique. Sans problème, il devient immédiatement membre de l'équipe australienne de ski acrobatique.
Le 12 février 2006, un timbre est réalisé par Australia Post pour commémorer sa médaille olympique.
Il est par ailleurs entrepreneur, et a fondé avec son frère Jason (également skieur acrobatique, 29e aux Jeux de Turin) les sociétés AdsCPM et CPM Media, spécialisées dans le marketing en ligne. Il est aujourd'hui millionnaire. À l'âge de 15 ans, il quitte le Canada pour l'Australie afin de pouvoir concilier ses activités de skieur et d'entrepreneur, et finit par choisir la nationalité australienne.

## Palmarès

### Jeux olympiques d'hiver
| Édition/Discipline   | Bosses |
| Jeux olympiques 2006 | 1er    |
| Jeux olympiques 2010 | 2e     |
| Jeux olympiques 2014 | 25e    |

### Championnats du monde
| Édition/Discipline | Bosses | Bosses en parallèle |
| Mondiaux 2005      | 3e     | 5e                  |
| Mondiaux 2007      | 2e     | 1er                 |

### Coupe du monde
- 1 gros globe de cristal :
  - Vainqueur du classement sauts en 2007.
- 5 petits globe de cristal :
  - Vainqueur du classement  bosses en 2006, 2007,  2008 et 2010.
  - Vainqueur du classement  bosses parallèles en 2007.
- 29 podiums dont 18 victoires en bosses.

### Podiums
| Date             | Lieu                 | Discipline          | Place  |
| ---------------- | -------------------- | ------------------- | ------ |
| 18 mars 2010     | Sierra Nevada        | Bosses              | Argent |
| 21 janvier 2010  | Lake Placid          | Bosses              | Argent |
| 16 janvier 2010  | Deer Valley          | Bosses              | Argent |
| 14 janvier 2010  | Deer Valley          | Bosses              | Or     |
| 9 janvier 2010   | Calgary              | Bosses              | Or     |
| 8 janvier 2010   | Calgary              | Bosses              | Or     |
| 8 mars 2008      | Åre                  | Bosses en parallèle | Argent |
| 7 mars 2008      | Åre                  | Bosses              | Or     |
| 16 février 2008  | Inawashiro           | Bosses              | Or     |
| 20 janvier 2008  | Lake Placid          | Bosses              | Or     |
| 18 janvier 2008  | Lake Placid          | Bosses              | Argent |
| 3 mars 2007      | Voss                 | Bosses              | Or     |
| 2 mars 2007      | Voss                 | Bosses              | Or     |
| 24 février 2007  | Apex                 | Bosses              | Or     |
| 18 février 2007  | Inawashiro           | Bosses en parallèle | Gold   |
| 6 février 2007   | La Plagne            | Bosses en parallèle | Or     |
| 5 février 2007   | La Plagne            | Bosses              | Bronze |
| 06-01-2007       | Mont Gabriel         | Bosses              | Or     |
| 18-03-2006       | Apex                 | Bosses              | Or     |
| 1er mars 2006    | Jisan                | Bosses              | Or     |
| 4 février 2006   | Spindleruv Mlyn      | Bosses              | Argent |
| 28 janvier 2006  | Madonna di Campiglio | Bosses              | Or     |
| 22 janvier 2006  | Lake Placid          | Bosses              | Or     |
| 20 janvier 2006  | Lake Placid          | Bosses              | Or     |
| 13 janvier 2006  | Deer Valley          | Bosses              | Bronze |
| 18 décembre 2005 | Oberstdorf           | Bosses              | Or     |
| 11 février 2005  | Naeba                | Bosses              | Bronze |
| 05 février 2005  | Inawashiro           | Bosses              | Argent |
| 29 janvier 2005  | Deer Valley          | Bosses              | Argent |